# Carl Christoph Friedrich von Jäger

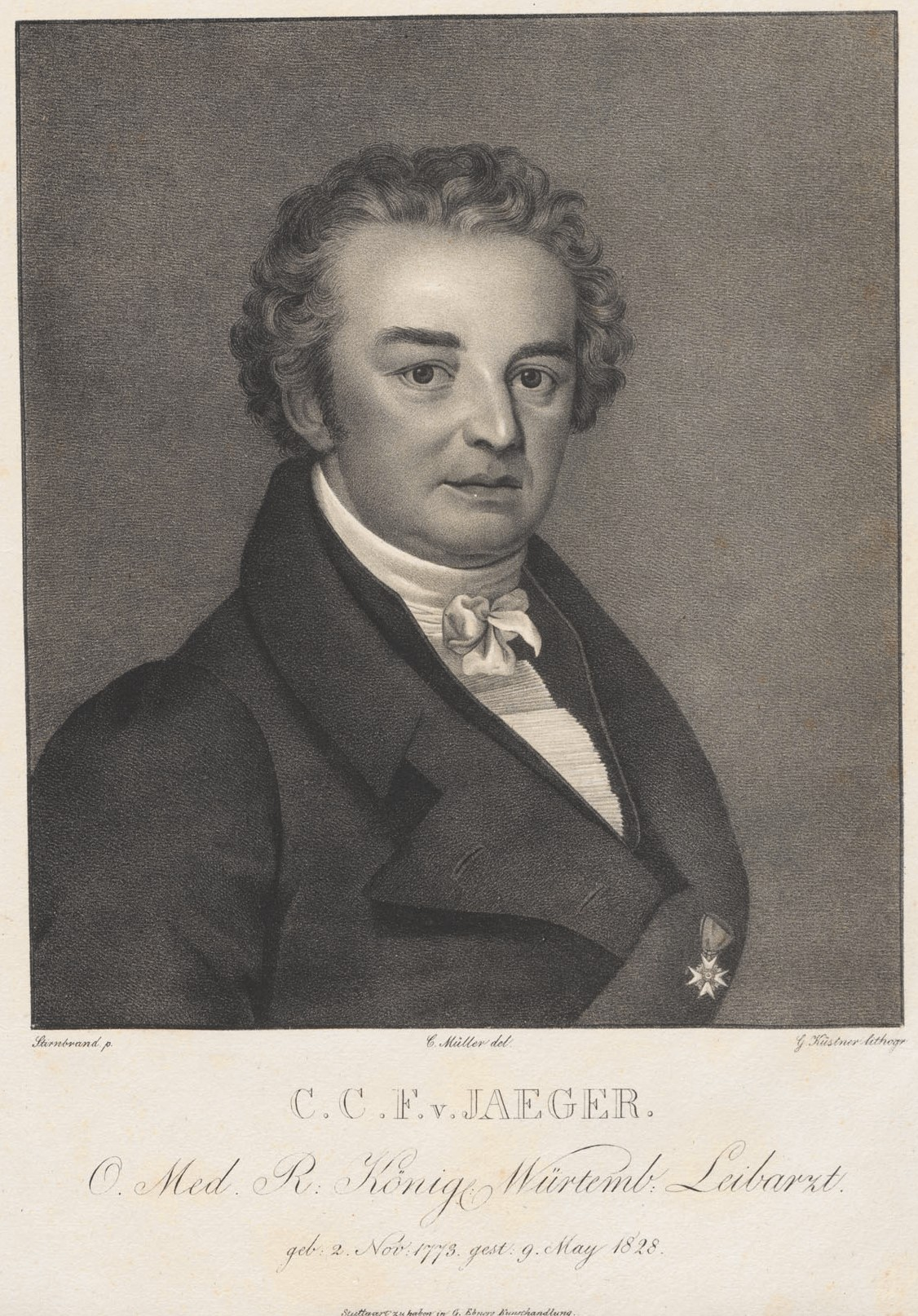
Carl Christoph Friedrich von Jäger (1773–1828)

Carl Christoph Friedrich Jäger, ab 1815 von Jäger, (* 2. November 1773 in Tübingen; † 9. Mai 1828 in Stuttgart) war ein deutscher Mediziner und Naturforscher, der als Obermedizinalrat und königlich württembergischer Leibarzt in Stuttgart wirkte.

## Leben
Carl Christoph Friedrich Jäger war der Sohn des Arztes Christian Friedrich Jäger und dessen erster Ehefrau Christiane Elisabeth (1751–1774), geborene Gmelin. Die Söhne Gottlieb Friedrich Jäger (1783–1843) und Georg Friedrich von Jäger (1785–1866) aus der zweiten Ehe seines Vaters mit Luise Friederike, geborene Sonntag, waren seine jüngeren Halbbrüder.
Carl Christoph Friedrich Jäger studierte von 1790 bis 1793 Medizin an der Hohen Karlsschule in Stuttgart und wurde mit seiner Dissertation acidum phosphoricum tanquam morborum causam proponens promoviert. Nach Studienreisen nach Würzburg, Erlangen, Jena und Wien ließ er sich als Arzt in Stuttgart nieder, wurde 1795 vom regierenden Herzog von Württemberg Friedrich Eugen zum Herzoglichen Hofmedikus bestellt und 1797 mit der Aufsicht über das Naturalienkabinett betraut. Friedrich I., ab 1797 als Friedrich II. Herzog von Württemberg und seit 1806 der erste König von Württemberg, verlieh ihm 1812 den Charakter als königlicher Leibarzt. 1813 wurde er Obermedizinalrat sowie Hofpflegearzt und Mitglied der Sektion des Medizinalwesens und kurz darauf zum wirklichen Leibarzt ernannt. Carl Christoph Friedrich Jäger erhielt 1815 das Ritterkreuz des württembergischen Civil-Verdienst-Ordens, was zu dieser Zeit mit dem persönlichen Adelstitel (Nobilitierung) verbunden war. Wilhelm I., seit 1816 zweiter König von Württemberg, begleitete er als Leibarzt auf 2 Reisen nach Wien und Frankfurt.
Er war von der zeitgenössischen Naturphilosophie geprägt und vielseitig naturwissenschaftlich interessiert, veröffentlichte Arbeiten zu Problemen der Elektrizität sowie zu paläontologischen Forschungen über die Mammutausgrabungen in Bad Cannstatt und erlangte wie sein Vater vor allem als Gerichtsmediziner und durch seine Tätigkeit im Medizinalkollegium, der obersten Gesundheitsbehörde Württembergs, Bedeutung.
Durch seine Initiativen kam es im Jahr 1818 zur Einführung der gesetzlichen Pockenimpfung und 1833 zur gesetzlichen Leichenschau in Württemberg sowie 1821 zur Errichtung einer Tierarzneischule und 1828 zum Bau des Katharinenhospitals in Stuttgart.
Carl Christoph Friedrich Jäger erhielt 1806 in Würdigung der Beantwortung einer Preisfrage Über die Natur und Behandlung der krankhaften Schwäche des menschlichen Organismus die silberne Cothenius-Medaille und wurde am 25. Juli 1806 unter der Präsidentschaft von Johann Christian von Schreber mit dem akademischen Beinamen Dositheus II. unter der Matrikel-Nr. 1035 als Mitglied in die Kaiserliche Leopoldino-Carolinische Deutsche Akademie der Naturforscher aufgenommen.
Er war seit 1797 in erster Ehe mit Wilhelmine Luise (1776–1821), geborene Pfaff, einer Tochter des Stuttgarter Oberfinanzrats Friedrich Burkhard Pfaff (1776–1821), verheiratet.
Das Ehepaar hatte 4 Söhne und 2 gemeinsame Töchter. Im Jahr 1823 heiratete er Sophie (1799–1866), geborene Pfaff, die Nichte seiner verstorbenen Frau und Tochter des Geheimen Archivars Karl Friedrich Pfaff (* 1764). Das Ehepaar hatte 2 gemeinsame Söhne.
Ein vom Porträtmaler Franz Seraph Stirnbrand erstelltes Porträt von Carl Christoph Friedrich von Jäger wurde vom Druckgrafiker Gottfried Küstner (1800–1864) lithografiert und danach in Stuttgart über die Ebnerische Kunsthandlung von Georg Ebner vertrieben.

## Schriften
- Dissertatio inauguralis medica acidum phosphoricum tanquam morborum causam proponens. Stuttgart 1793 (Digitalisat)
- Über die Natur und Behandlung der krankhaften Schwäche des menschlichen Organismus. Ein Versuch. Zu Beantwortung der diesen Gegenstand betreffenden, von der Kaiserlichen Academie der Naturforscher im Jahre 1804 aufgestellten Preisfrage, welchem diese Academie das Accessit zuerkannt hat. Steinkopf, Stuttgart 1807 (Digitalisat)
- Bemerkungen über das Vorkommen der fossilen Knochen in der Gegend von Stuttgard und Cannstatt. In: Annalen der Physik, 1818, Zweites Stück, Leipzig 1818, S. 121–137 (Digitalisat)